# Encephalartos trispinosus
Encephalartos trispinosus (лат.) — вечнозелёное древовидное растение рода Энцефаляртос (Encephalartos).

## Описание
Ствол 1 м высотой, 25-30 см диаметром. Листья 75-125 см в длину, синие или серебряные, тусклые; хребет синий, прямой с последней третью резко загнутый; черенок прямой, без колючек. Листовые фрагменты ланцетные; средние — 10-18 см длиной, 15-25 мм в ширину. Пыльцевые шишки 1, веретеновидные, жёлтые, длиной 25-35 см, 7-8 см диаметром. Семенные шишки длиной 1, яйцевидные, жёлтые, длиной 40-50 см, 18-20 см диаметром. Семена продолговатые, длиной 30-35 мм, шириной 18-20 мм, саркотеста красная.

## Распространение
Эндемик ЮАР (Восточно-Капская провинция). Встречается на высотах от 100 до 600 м над уровнем моря. Произрастает в засушливых низких сочных кустарниках на каменистых горных хребтах и склонах. Растения находятся в тени или на открытом солнце на скалистых обнажениях пород.

## Угроза виду
Виду угрожает незаконный сбор дикорастущих образцов из среды их обитания. Популяции находятся под охраной в Great Fish River Reserve Complex, Kap River Nature Reserve, Water’s Meeting Nature Reserve.